# Sven Cederblad
Sven Tryggve Cederblad, född 6 februari 1890 i Jäders socken, död 7 oktober 1956 i Enskede, Stockholm, var en svensk litteraturvetare, bror till folkbildaren Carl Cederblad och ingenjören John Cederblad.
Cederblads främsta insats var hans arbeten om Erik Johan Stagnelius, som avhandlingen Studier i Stagnelii romantik (1923) och biografin Stagnelius och hans omgivning (1936). Han har även skrivit om poeter som Thomas Thorild, Esaias Tegnér, Erik Sjöberg och Gustaf Fröding. Han bidrog också till Studentföreningen Verdandis småskrifter och tidskriften Samlaren.
Cederblad är begravd på Nacka norra kyrkogård.